# 斯蒂尼亚诺
斯蒂尼亚诺（義大利語：Stignano），是意大利雷焦卡拉布里亚省的一个市镇。总面积17平方公里，人口1,419人，人口密度83.5人/平方公里（2009年）。ISTAT代码为080091。